# FRG2
FRG2 (англ. FSHD region gene 2) – білок, який кодується однойменним геном, розташованим у людей на 4-й хромосомі. Довжина поліпептидного ланцюга білка становить 278 амінокислот, а молекулярна маса — 30 490.
| 10         |  | 20         |  | 30         |  | 40         |  | 50         |
| ---------- |  | ---------- |  | ---------- |  | ---------- |  | ---------- |
| MGKGNEDSDL |  | HCSSIQCSTD |  | QPPFQQISFT |  | EKGSDEKKPF |  | KEKGKTAFSH |
| SSEKHIQRQG |  | SEPNPNKENS |  | EETKLKAGNS |  | TAGSEPESSS |  | YRENCRKRKM |
| SSKDSCQDTA |  | GNCPEKECSL |  | SLNKKSRSST |  | AVHNSEIQET |  | CDAHHRGHSR |
| ACTGHSKRHR |  | SRALGVQTPS |  | IRKSLVTSVR |  | AMSEAVYQDL |  | AQVWAQQIHS |
| PLTCEQLTLL |  | TRLRGPLCAQ |  | VQTLYSMATQ |  | AAYVFPAESW |  | LVPATLPGPG |
| ESALDREAHP |  | FPGQEITETV |  | SGSDEAKL   |  |            |  |            |

A: Аланін

C: Цистеїн

D: Аспарагінова кислота

E: Глутамінова кислота

F: Фенілаланін

G: Гліцин

H: Гістидин

I: Ізолейцин

K: Лізин

L: Лейцин

M: Метіонін

N: Аспарагін

P: Пролін

Q: Глутамін

R: Аргінін

S: Серин

T: Треонін

V: Валін

W: Триптофан

Задіяний у такому біологічному процесі, як альтернативний сплайсинг. 
Локалізований у ядрі.